# Probabilité logique
Ne doit pas être confondu avec Logique probabiliste.
La probabilité logique est un concept proposé par le philosophe Karl Popper. Il repose sur la notion de degré de falsifiabilité d'un énoncé qui fait elle-même intervenir l'idée de falsificateur virtuel. Selon Popper, plus un énoncé est falsifiable, plus il comporte de falsificateurs virtuels.

## Degré de falsifiabilité
Comparant deux énoncés {\displaystyle x} et {\displaystyle y} trois possibilités se présentent alors :
- Soit l'un des deux énoncés a un degré de falsifiabilité plus élevé que l'autre. Si l'énoncé {\displaystyle x} a un degré de falsifiabilité plus élevé que l'énoncé {\displaystyle y}, {\displaystyle {\text{Fsb}}(x)>{\text{Fsb}}(y)} si et seulement si la classe des falsificateurs virtuels de {\displaystyle x} inclut celle des falsificateurs virtuels de {\displaystyle y} comme l'une de ses sous-classes et inversement si l'énoncé {\displaystyle y} a un degré de falsifiabilité plus élevé que l'énoncé {\displaystyle x}.
- Soit les classes des falsificateurs virtuels des deux énoncés {\displaystyle x} et {\displaystyle y} sont identiques, les deux énoncés ont alors le même degré de falsifiabilité {\displaystyle {\text{Fsb}}(x)={\text{Fsb}}(y)}.
- Soit les deux énoncés ne peuvent être comparés quant à leur degré de falsifiabilité du fait qu'aucune des deux classes de falsificateurs virtuels de ceux-ci n'inclut l'autre comme l'une de ses sous-classes {\displaystyle \left({\text{Fsb}}(x)\vert \vert {\text{Fsb}}(y)\right)}
Pour Popper, l'énoncé le moins falsifiable est également l'énoncé le plus probable, c'est cette probabilité qu'il nomme probabilité logique. Tout énoncé est, selon lui, soit une tautologie soit une contradiction soit se situe entre ces deux possibilités. « La probabilité logique est complémentaire de son degré de falsifiabilité, elle croit lorsque le degré de falsifiabilité s'abaisse. La probabilité logique 1 correspond au degré de falsifiabilité 0 et inversement. L'énoncé le plus susceptible d'être soumis à de bons tests [pour le falsifier] est logiquement le moins probable... »

## Sources
: document utilisé comme source pour la rédaction de cet article.
- La logique de la découverte scientifique (titre original : Logik der Forschung, Logique de la recherche ; The Logic of Scientific Discovery, 1934)